# NN-142
La carretera NN‑142 es una vía departamental secundaria ubicada en el municipio de San Francisco Libre, en el departamento de Managua. Sirve como conexión rural entre la zona central del municipio y las comunidades del sur.

## Trazado y cruces
| km   | Localidad / Punto   | Departamento | Conexión / Ruta   |
| ---- | ------------------- | ------------ | ----------------- |
| 0,0  | San Francisco Libre | Managua      | NN 141            |
| 8,5  | El Bálsamo          | Managua      | Camino rural      |
| 16,5 | Las Lomas           | Managua      | Fin de ruta local |

## Coordenadas
Uno de los tramos de la NN‑142 puede ser encontrado en las coordenadas: 12°09′36″N 86°16′12″O / 12.1600, -86.2700